# Вавиловы
Вави́ловы — род, наиболее известные представители которого академики Николай и Сергей Вавиловы.

## Семья Ивана Вавилова

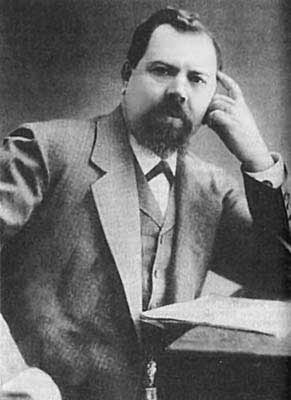
Иван Ильич Вавилов; 1894 год

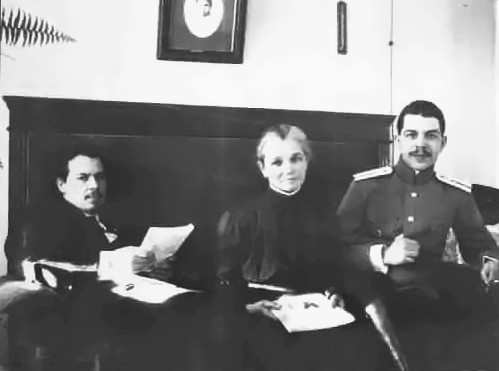
Николай (слева), Сергей и Александра Михайловна; 1916 год

Иван Ильич Вавилов (1863—1928) — выходец из крестьянской семьи деревни Ивашково Марковской волости Волоколамского уезда; после смерти отца приехал в Москву. Занимался сбытом товаров Прохоровской мануфактуры, купец 2-й гильдии (1890); в 1909—1916 — гласный Московской городской думы. После Октябрьской революции 1917 года эмигрировал в Болгарию; в 1928 году через несколько дней после возвращения в СССР скончался от болезни.
Жена (с 1884 года) — Александра Михайловна Вавилова, урождённая Постникова (1865—1938) — дочь Михаила Аносовича, художника-гравёра и резчика по дереву Прохоровской мануфактуры, и Домны Васильевны, сестры купца Н. В. Васильева.
Дети:
- Первенцы — Василий и Екатерина — умерли вскоре после рождения.
- Александра Ипатьева (11 (23) марта 1886[2] — в нач. апреля 1940) — врач. Доктор медицинских наук. Дважды была замужем, остались сын (станет академиком Белорусской ССР) и дочь[3].
- Николай Вавилов (1887—1943)
- Сергей Вавилов (1891—1951)
- Лидия Вавилова (8 (20) марта 1893[4] —1914) — обучилась на микробиолога, умерла от чёрной оспы, которой заразилась во время экспедиции; первая жена известного экономиста-аграрника Николая Павловича Макарова (1886—1980).
- Илья (1898—1905), умер от аппендицита.

В воспоминаниях Сергей Вавилов характеризовал отца и мать так:

Был он <Иван Ильич> человек умный, вполне самоучка, но много читал и писал и, несомненно, был интеллигентным человеком. По-видимому, он был отличный организатор, «дела» его шли всегда в порядке, он был очень смел, не боялся новых начинаний. Общественник, либерал, настоящий патриот, религиозный человек. Его уважали и любили. … человек он, несомненно, был незаурядный по сравнению с окружавшими его.

Собственных интересов у неё <Александры Михайловны> не было никогда, всегда жила для других. … Семья (считая и покойников, о которых она всегда заботилась на кладбищах, — панихиды, цветы, решетки), церковь, хозяйство. Мать была умная, чуткая и по-своему особенно пленительная. Мало таких женщин я видел на свете.

## Семья Николая Вавилова

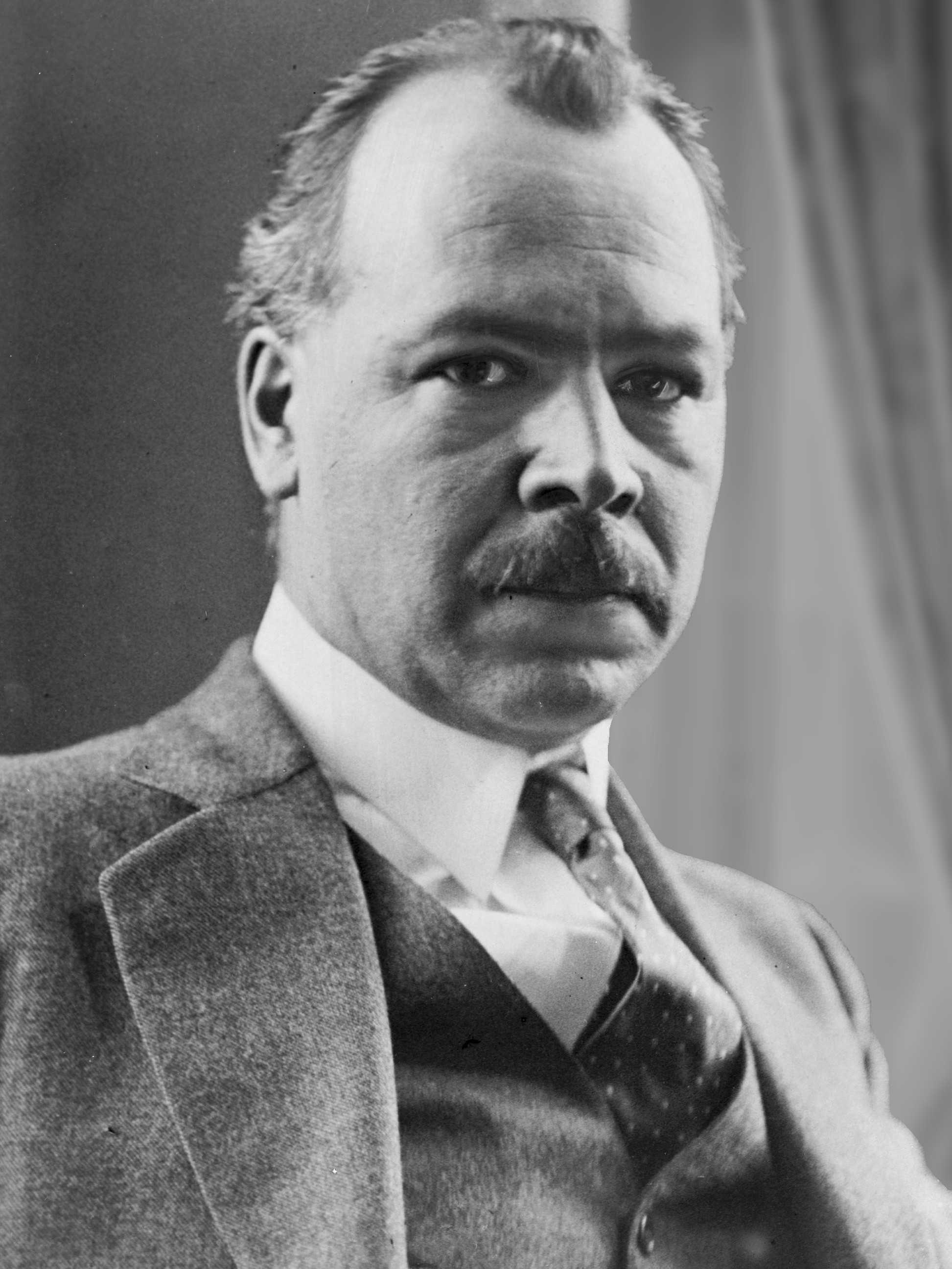
Николай Иванович Вавилов; 1933 год

Николай Иванович Вавилов (1887—1943) — ботаник и генетик, академик АН СССР (1929), организатор и первый президент ВАСХНИЛ (1929—1935); возглавлял ВИР (1921—1940). В 1917 году был приглашён профессором в Саратов, в начале 1921 года переехал в Петроград, много времени проводил в экспедициях. Был дважды женат, от обоих браков у него были сыновья. Стал жертвой сталинских репрессий.

### Екатерина Сахарова-Вавилова
Екатерина Николаевна Сахарова (1886—1963), первая жена Николая Вавилова (в 1912—1926 годах) — агроном и специалист по экономике сельского хозяйства.
Родилась в семье сибирского купца. С детства мечтая стать агрономом, окончила Московский сельскохозяйственный институт (где и познакомилась с Николаем — они вместе учились и проходили практику), после чего какое-то время проработала в Бюро по прикладной ботанике, которое возглавлял Николай Вавилов.
После свадьбы супруги поселились на Средней Пресне, во флигеле дома отца Вавилова. В 1913 году сопровождала Николая Вавилова в поездку в Англию В 1920—1923 годах перевела несколько работ, вышедших под редакцией Николая Вавилова, среди которых — книга Р. Грегори «Открытия, цели и значение науки» (Петроград: Изд-во М. и С. Сабашниковых, 1923. — 167 с.).
Марк Поповский в книге «Дело академика Вавилова» пишет о ней так:

Современники вспоминают о Сахаровой как о женщине умной, образованной, но суховатой и чрезвычайно властной. Интеллектуальная связь между супругами была, очевидно, наиболее прочной и длительной. … Но образ жизни Вавилова раздражал Екатерину Николаевну.

Официально их брак длился 15 лет, однако после того, как в 1921 году Екатерина Николаевна отказалась переехать в Петроград, их отношения превратились лишь в подобие семейных. До конца жизни она жила в Москве, в родительском доме Вавилова, куда вернулась к его матери.
В 1913—1937 годах опубликовала ряд статей и очерков по экономике сельского хозяйства («Производительный кредит и задачи кредитных товариществ», «Крестьянское хозяйство в Англии», «Кооперативный сбыт и задачи нашего времени», «Война и немецкое хозяйство», «Как хозяйствуют американцы» и др.). Кроме того, в архиве сохранились её дневники 1904—1921 годов и автобиография «Наша и моя жизнь» (1946).

### Елена Барулина
Елена Ивановна Барулина (1895—1957), вторая жена Николая Вавилова (они поженились в 1926 году) — ботаник и генетик, ученица и соратница Николая Вавилова.
Работала в ВИРе под руководством Вавилова, затем с 1931 года — в лаборатории генетики, возглавляемой Г. Д. Карпеченко. С 1939 года из-за полиартрита — инвалид 1-й группы.

### Олег Вавилов
Олег Николаевич Вавилов (1918—1946) — сын Н. И. Вавилова и Е. Н. Сахаровой, физик.
Окончив физический факультет МГУ (1941), стал научным сотрудником лаборатории космических лучей ФИАНа. 20 декабря 1945 года защитил кандидатскую диссертацию на тему «Переходные эффекты мягкой компоненты космических лучей и гамма-лучей». После защиты уехал с группой альпинистов на Домбай, где погиб 4 февраля 1946 года. Был женат, детей не имел. Похоронен на Мемориальном кладбище альпинистов в Домбайской долине.
Существуют противоположные версии гибели Олега Вавилова. Согласно одной из них (её не исключает и Юрий Вавилов,), Олег был убит агентом НКВД, входившим в состав группы. По другой версии, гибель Олега была несчастным случаем.
Жена — Лидия Васильевна Курносова (1918—2006) — астрофизик. Окончила физический факультем МГУ (1941; перешла на него с механико-математического по рекомендации С. И. Вавилова); с 1946 года занималась в ФИАНе исследованием космических лучей; с 1958 года была одним из руководителей исследования космических лучей с помощью ИСЗ в СССР и России; член Международной астронавтической академии (1969), доктор физико-математических наук (1987).

### Юрий Вавилов
Юрий Николаевич Вавилов (1928—2018) — сын Н. И. Вавилова и Е. И. Барулиной, физик.
Родился 6 февраля 1928 года в Ленинграде. Не оказался в блокадном Ленинграде благодаря счастливой случайности — мать вместе с ним пригласила на дачу в Подмосковье жена Карпеченко; после начала войны они эвакуировались в Саратов. После войны окончил физический факультет ЛГУ (разрешение учиться по закрытой для детей «врагов народа» специальности «ядерная физика» получил благодаря дяде, Сергею Вавилову).
Вся научная карьера связана с ФИАН. Доктор физико-математических наук (1987, диссертация по физике космических лучей), автор более 50 научных статей. Работал ведущим научным сотрудником лаборатории адронных взаимодействий Отделения ядерной физики и астрофизики ФИАН,
С конца 1950-х годов, вскоре после реабилитации Николая Вавилова (1955), занимался поиском и публикацией сведений об отце — сначала самостоятельно, а с 1966 года также в рамках Комиссии Академии наук по сохранению и разработке научного наследия Н. И. Вавилова, постоянным членом которой он был. Кроме того, в последние годы прилагал усилия, чтобы развеять мнение о «предательстве» С. И. Вавилова, согласившегося возглавить Академию наук. Почётный профессор Саратовского государственного аграрного университета имени Н. И. Вавилова (2002).
Умер 18 апреля 2018 года.
Книги
Автор-составитель:
- Вавилов Ю. Н. В долгом поиске. Книга о братьях Николае и Сергее Вавиловых. — М.: ФИАН, 2004. — 336 с. — ISBN 5-902622-01-8 
 Издание второе, дополненное и переработанное. — М.: ФИАН, 2008. — 368 с.

Составитель:
- Рядом с Н. И. Вавиловым. Сборник воспоминаний. — Издание второе, дополненное. — М.: «Советская Россия», 1973. — 256 с.

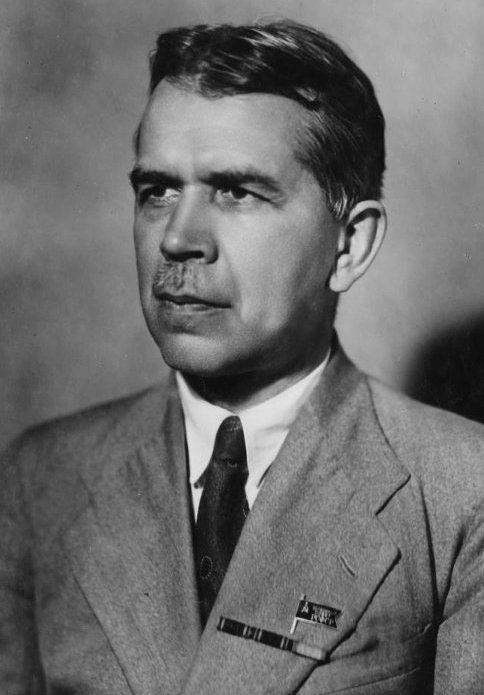
Сергей Иванович Вавилов, фото ≈1945 года

## Семья Сергея Вавилова
Сергей Иванович Вавилов (1891—1951) — физик, академик (1932) и президент АН СССР (с 1945); возглавлял ГОИ и ФИАН (с 1932 года). Жил в Москве; во время эвакуации — в Йошкар-Оле. Скончался от инфаркта; при вскрытии выяснилось, что этот инфаркт был десятым.
Жена — Ольга Михайловна (урождённая Багриновская, 1899—1978), дочь присяжного поверенного, который был помощником Фёдора Плевако. Сергей Николаевич и Ольга Михайловна поженились в 1920 году.
Сын — Виктор Сергеевич Вавилов (1921—1999) — физик. Окончил физический факультет ЛГУ; работал в ГОИ (1949—1951) и ФИАНе (с 1951); с 1956 года преподавал в МГУ, в 1961—1990 годах — заведующий кафедрой физики полупроводников; доктор физико-математических наук (1961).